# Mycobates punctatus
Mycobates punctatus är en kvalsterart som beskrevs av Hammer 1955. Mycobates punctatus ingår i släktet Mycobates och familjen Punctoribatidae. Inga underarter finns listade i Catalogue of Life.